# 840
840 (DCCCXL) je bilo prestopno leto, ki se je po julijanskem koledarju začelo na četrtek.

## Dogodki
- Mojmir sestavi konfederacijo slovanskih plemen na Češkem, Moravskem, Slovaškem, Ogrskem in v Transilvaniji.

## Rojstva
- Sveti Kliment Ohridski († 916)
- 19. januar - Mihael III., bizantinski cesar († 867)

## Smrti
- 20. junij - Ludvik Pobožni, frankovski kralj in cesar (* 778)